# Райська пташка
«Райська пташка» — радянський художній фільм 1991 року, знятий режисером Халмамедом Какабаєвим на студії «Илхам» .

## Сюжет
Про спробу юної сільської красуні вирватися зі звичного традиційного укладу зумовленої жіночої долі.

## У ролях
- Гюльшат Овезова — головна роль

## Знімальна група
- Режисер — Халмамед Какабаєв
- Сценаристи — Сергій Бодров, Халмамед Какабаєв
- Оператор — Сергій Щугарєв